# Daniel Daviaud
Pour les articles homonymes, voir Daviaud.
Daniel Daviaud, né le 5 février 1904 à Saint-Aigulin (Charente-Inférieure) et mort le 5 avril 1977 à Libourne (Gironde), est un homme politique français.

## Biographie
Fils d'une lignée de vétérinaire de Saintonge, Daniel Daviaud décide, lui, de faire son droit à Bordeaux, puis de poursuivre à l'école notariale de cette ville. Diplômé, il ouvre une étude à Saint-Aigulin, en 1930.
En 1945, il est élu maire de cette ville et, dans la foulée, conseiller général, dans le canton de Montguyon. Il adhère alors au Parti radical.
Il devient rapidement un notable local, président de l'office départemental des HLM et administrateur de la coopérative de Cognac et des vins charentais (car il possède une exploitation viticole).
En 1958, il est candidat aux élections législatives dans la circonscription de Saintes et Jonzac, où s'affrontent deux sortants, le socialiste Roger Faraud et le député de droite André Bégouin. Arrivé en tête de la gauche au premier tour, avec 20,8 % des voix, il bénéficie du désistement de Faraud, qui est insuffisant pour emporter le siège, qui reste à Bégouin.
De nouveau candidat en 1962, avec la double investiture des radicaux et de la SFIO, il bénéficie cette fois du désistement du candidat communiste, qui s'était maintenu en 1958, et bat Bégouin au second tour.
Elu député, il siège au groupe du Rassemblement démocratique, et suit les votes de sa famille politique. N'intervenant jamais dans les débats, il se consacre à la défense des intérêts de sa circonscription.
C'est d'ailleurs cette masse d'interventions individuelles qu'il met en avant dans la campagne pour sa réélection, en 1967, où, investi par la FGDS, il l'emporte face au « parachuté » gaulliste, l'ancien ministre Pierre Ferri.
Mais, en 1968, il ne résiste pas à la poussée de la droite, et perd son siège au profit de Louis Joanne, républicain indépendant soutenu par l'UDR.
Il se consacre ensuite exclusivement à ses mandats locaux.
Après sa mort, son fils, Pierre-Jean Daviaud, sera maire de Saint-Aigulin, et député, suppléant Philippe Marchant nommé ministre de l'intérieur.

## Détail des fonctions et des mandats
Mandats parlementaires
- 25 novembre 1962 - 2 avril 1967 : Député de la 4e circonscription de la Charente-Maritime
- 12 mars 1967 - 30 mai 1968 : Député de la 4e circonscription de la Charente-Maritime